# Sant Salvador de la Mussara
Sant Salvador és l'antiga església parroquial del nucli de la Mussara, en el municipi de Vilaplana (el Baix Camp), avui desafectada i protegida com a bé cultural d'interès local.

## Arquitectura
És un edifici del segle xviii reformat i ampliat a mitjan segle xix amb la incorporació de la torre del campanar, als peus a la dreta de la porta, d'arc carpanell, que data de la mateixa època. La façana havia estat arrebossada, però l'estat actual deixa veure el parament de pedra, carreus i paredat de filada. Sobre la porta hi ha dos obertures circulars. La coberta és de teula a dues vessants. La part superior del campanar, polièdrica, és similar a les de les esglésies de Sant Esteve de la Febró i Sant Llorenç de Colldejou. La capçalera és circular amb l'altar elevat. L'interior està molt malmès per actes de vandalisme, atès l'estat d'abandonament general. És l'únic edifici del poble que queda dempeus. Actualment, després de cinquanta anys d'abandonament, l'edifici es troba en estat de ruïna. El 2010 s'hi feren obres per a consolidar els murs i evitar-ne l'enfonsament. Hi ha restes d'un temple medieval sobre el qual es bastí l'actual, de caràcter popular i senzill.

## Història
L'església parroquial de la Mussara o Almussara consta en un document del Papa Celestí III, el 1194. Sobre aquest temple medieval es va bastir el temple actual, tot conservant-ne alguns elements. Una intervenció feta el 2018 per l'Institut Català d'Arqueologia Clàssica (ICAC) va descobrir l'absis i altres elements del temple medieval. L'església actual es construí sobre l'antiga amb una rotació de 90 graus i l'altar va passar d'estar orientat a l'est-oest a estar-ho de nord a sud. De l'antiga església es conserva la façana occidental que està integrada en el mur lateral de l'actual església, l'arc de les cruixies de la nau que és un arc apuntat fet de carreus escairats que està situat al mur oriental de l'actual església, l'arrancada del mur meridional de l'absis, ubicat al lateral oriental de l'església actual on hi ha el cementiri, i part del campanar que està integrat al campanar actual. Segons les conclusions de l'ICAC, l'antic temple tenia una sola nau rectangular de 17 metres de llargada i 5 d'amplada, sense comptar l'absis. La coberta era de fusta i es recolzava sobre arcs de diafragma, un dels quals és el que es pot veure.
El temple, tal com ens ha arribat, s'hauria engrandit posteriorment, com fa pensar la data de 1859 que consta a l'arc de l'entrada. La imatge de la Mare de Déu del Patrocini, que pertanyia a aquesta església, datada als segles xiv i xv, es conserva al Museu de Reus.
A mitjan segle XX el poble va quedar deshabitat i l'església restà desafectada i buida. La campana i el mobiliari es van traslladar al nucli de Vilaplana, des del 1961. A la dreta de la porta hi ha les ruïnes de l'antiga abadia, i a l'esquerra el cementiri. L'últim enterrament va ser en 1953. Sembla que hi fou sebollit el guerriller Cercós, hi ha esteles.